# J. R. Mudassir Husain
J. R. Mudassir Husain, né le 1er mars 1940 est un juriste bangladais qui a occupé le poste de 14e président de la Cour suprême du Bangladesh et de juge en chef de 2004 à 2007.

## Origine et études
L'oncle de Husain, Syed A. B. Mahmud Hossain, a été le deuxième président de la Cour suprême du Bangladesh. Husain a obtenu son bachelor of Arts et son bachelor of Laws à l'université de Dacca.

## Carrière
Husain s'est inscrit comme avocat à la Haute Cour en 1965. Il a ensuite été nommé juge à la Haute Cour le 18 février 1992 et élevé à la Division d'appel le 5 mars 2002. Husain a été nommé assistant du procureur général en 1977 et procureur général adjoint le 8 janvier 1984.
Le 27 janvier 2004, le juge Syed JR Mudassir Husain de la division d'appel de la Cour suprême a été nommé 14e juge en chef, le plus haut fonctionnaire judiciaire du pays. Cette nomination a été faite hier aux dépens des juges Mohammad Ruhul Amin et Mohammad Fazlul Karim, deux juges principaux de la division d'appel. Cette décision a suscité la condamnation de l'Association du barreau de la Cour suprême qui a décidé de boycotter la cérémonie de prestation de serment du juge Husain à Bangabhaban. Le président Iajuddin Ahmed a fait prêter serment au nouveau juge.
Husain a travaillé comme professeur à temps partiel au Central Law College, à Dacca, de 1966 à 1978.
Lors d'une conférence sur la protection institutionnelle des droits de l'homme par le biais des institutions nationales des droits de l'homme, Husain a déclaré que « La compétition politique est vigoureuse de nos jours et la violence est devenue une caractéristique omniprésente de la politique et des campagnes politiques ».
Le 11 mars 2005, le président  Ahmed a autorisé le juge Ruhul Amin à assumer les responsabilités du juge en chef en l'absence de Hussain. Il a assuré les fonctions de juge en chef du 18 au 29 mars.

## Vie privée
Husain est marié à Syeda Majida Khatun. Ensemble, ils ont eu trois filles et un fils.